# Raffay Ernő
Raffay Ernő (Borjád, 1948. október 17. –) magyar történész, politikus. A rendszerváltás alatt és után országgyűlési képviselő és az Antall-kormányban a Honvédelmi Minisztérium politikai államtitkára volt. A Károli Gáspár Református Egyetemen oktatott 1996-tól, ahol a Bölcsészettudományi Kar dékánja, majd rektorhelyettes volt. Szélsőjobboldali, revizionista, királypárti és áltörténelminek tartott nézetei miatt több kritika is érte. Állításait sokan összeesküvés-elméleteknek és történelemhamisításnak bélyegzik.

## Életrajza
1948-ban született, a Baranya vármegyei Borjádon. Pécsett érettségizett, 1968-ban. 1969–71 között sorkatona volt. 1977-ben végzett a szegedi József Attila Tudományegyetemen, történelem–Kelet-Európa története szakon. 1977–1993 között a JATE történészoktatója volt: gyakornok, majd tanársegéd, adjunktus. 1989-től docens. 1981-ben doktorált, 1987-ben kandidált. Az általa alapított Balkanisztikai Kutatócsoport vezetője. Néhány évig a Károli Kiadó igazgatója. Társalgási szinten beszél angolul és románul.
A pártállami Belügyminisztérium nyilvántartása szerint 1980 és 1987 között a III/III-as Csoportfőnökség ügynöke volt, kizárása azért történt, mert az „együttműködést megtagadta”, érdemi tevékenységére nincs adat, dossziéja sincs.

### Tudományos és társadalmi tevékenysége

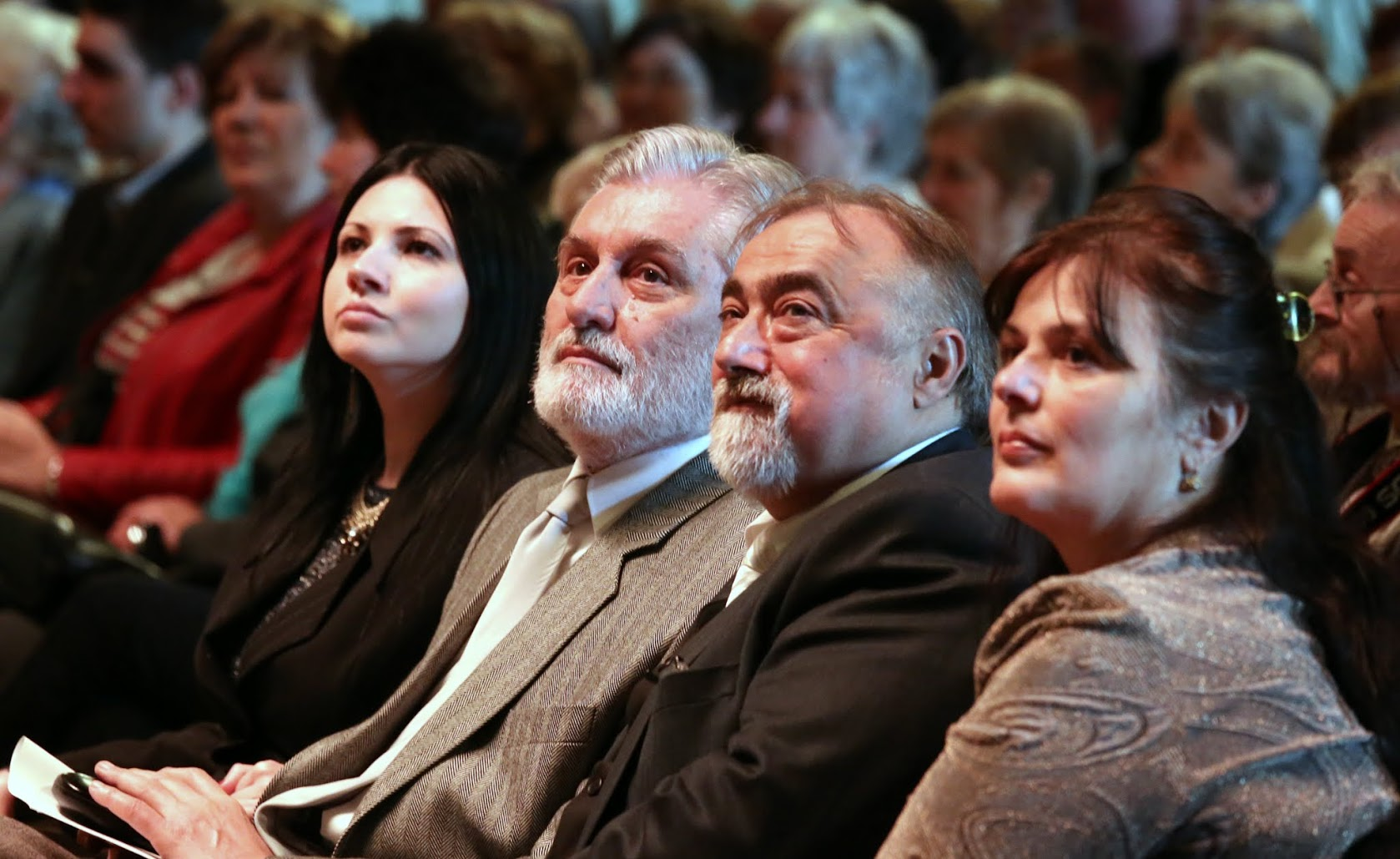
Takaró Mihály laudátoraként, 2014

1989–90-ben az Erdélyi Szövetség társelnöke volt. 1993–94-ben a Hadtörténeti Intézet és Múzeum főigazgatója, 1996-tól a Károli Gáspár Református Egyetem oktatója, tanszékvezetője. Később rektorhelyettese és a Bölcsészettudományi Kar dékánja volt. 40 szemeszteren keresztül Magyarország XIX-XX. századi történelmét tanította. Szakterülete Erdély és a román–magyar kapcsolatok, valamint Trianon és az elszakított területek magyarságának története. Három földrész sok városában tartott e témákban előadásokat. 2012-ben vonult a Károli Egyetemről nyugalomba, ám ezt követően óraadó tanárként a Wekerle Sándor Üzleti Főiskolán tanít.
A Trianon Társaság alapító tagja, később társelnöke. Rendszeresen közöl cikkeket és tanulmányokat, szerepel az elektronikus médiában. Trianon titkai című könyvének jelentős szerepe volt a rendszerváltás időszakában abban, hogy a közfigyelem a határon túli magyarokra irányult.
2007-ben Szidiropulosz Archimédesszel létrehozta a Trianon Kutató Intézetet. A Kutatóintézet Trianoni Szemle néven ad ki történelmi folyóiratot 2009 januárja óta.
2019-től a Magyarságkutató Intézet munkatársa, 2023-tól a Trianon Kutatócsoport vezetője volt. 2024-ben felmondott az intézetnél, és a Mi Hazánk Mozgalom elnökének stratégiai talácsadó testületéhez csatlakozott.

### Politikai pályája
1989. augusztus 5-én időközi választáson jutott be ellenzéki színekben az utolsó szocialista (1985–1990 közötti) parlamenti ciklusban, Csongrád megye 1-es számú választókerületéből. Az 1990-es választásokon eredményét megismételve ismét mandátumot szerzett. Az Országgyűlésben mindvégig a kormányzó MDF frakciójának volt a tagja. 1990-től 1993-ig politikai államtitkárként szolgált a Honvédelmi Minisztériumban.
1990-ben saját állítása szerint is szerepe volt Horvátország felfegyverzésében, az úgynevezett „Kalasnyikov-ügyben”, amiben a délszláv háború előestéjén a Technika Külkereskedelmi Vállalat 1990 októberében megállapodott a jugoszláv (horvát) Astra Fegyverkereskedelmi Vállalattal, hogy a horvát rendőrség részére tízezer géppisztolyt szállít le, 1,8 millió amerikai dollár értékben. Az üzlet a szerb hírszerzés információi alapján a jugoszláv televízió leleplező riportja miatt csak részben teljesült, a magyar állam 1991-ben leállíttatta a szállításokat, de a pénzt csak évekkel később fizette vissza. A horvátok később sikertelenül perelték be a cég vezetőjét, Miklós Tibort az elmaradt kamatok megszerzése végett.
Raffay leginkább a trianoni békeszerződés igazságtalanságáról, valamint az azt megerősítő, 1947-es párizsi békeszerződések éles bírálatáról és azok akár fegyveres revíziójának lehetőségéről vallott nézeteiről vált országosan ismertté. Vélhetően az akkoriban sem népszerű radikalizmusa miatt lett „csupán” politikai államtitkár, nem pedig honvédelmi miniszter (az Für Lajos lett) Antall József kormányában. Raffay egyebek mellett szorgalmazta egy horvát–magyar katonai szövetség létrehozását Szerbia ellen a délszláv háború kirobbanását követően, illetve számos lehetőséget látott a későbbiek során is ezen szerződések fegyveres, vagy diplomáciai felülbírálatára. Nézeteivel, tudományos munkájával hamar a magyar radikális jobboldal egyik kedvelt, sokat idézett és hivatkozott alakja lett.
Az 1998-as és a 2002-es választásokon az FKGP színeiben indult Budapest 2-es számú egyéni választókerületében, de mindkét alkalommal már az első körben kiesett. 1998-ban felmerült annak a lehetősége, hogy ő legyen az első Orbán-kormány honvédelmi minisztere.

## Történészi megítélése
Munkásságát és személyét több kritika is érte, nagyobbrészt irredenta, területi revíziós kijelentései miatt.
Ungváry Krisztián történész egy 2020-ban megjelent cikkében fejtette ki a véleményét, miszerint Raffay Ernő nem követi a logikus érvelés szabályait, emellett viszont gyakran antiszemita és rasszista kategóriákban gondolkodik. Ungváry szerint Raffay alapvető ellentmondásokba keveredik műveiben. Egyrészt van, hogy azért kárhoztatja a szabadkőműveseket, mert ők az általános és titkos választójog hívei. Ennek kapcsán Raffay nyilvánvalóvá teszi azt is, hogy a nemzetiségek féken tartása miatt ez nem lett volna megengedhető. Másrészt tagadja, hogy a nemzetiségeket elnyomták. Ez a két állítás nem fér össze Ungváry Krisztián szerint. Ungváry érvelése, ha nem volt nemzetiségi elnyomás – ahogyan azt Raffay állítja – akkor nem kellett tartani a nemzetiségek elszakadásától. Ungváry Krisztián állítása szerint a történetírás Raffay szemében valójában nem más, mint a vélt nemzeti érdek melletti propagandatevékenység.
Ungváry Krisztián kritikáját a Magyar Nemzet bírálta, miszerint Ungváry nem számol azzal, hogy egy adott államban a nemzetiségek elnyomása ugyan elégséges, de nem szükséges feltétele az elszakadási vágyaknak. Figyelmen kívül hagyja az esetleges gazdasági, ideológiai, kulturális és politikai indokokat. Amint arra –  a Magyar Nemzet szerint – Raffay is rámutat munkáiban, a magyarokkal szembeni hátrányos megkülönböztetés, sértő általánosítások (hungarofóbia), már a honfoglalás előtt is megjelent. Ez összességében a város és a vidék ellentétére vezethető vissza, a letelepedett népek gyakran a barbarizmussal társították a nomadizálió, fél-nomadizáló népeket. Ennek oka az eltérő gazdasági berendezkedés, a földművelő és a nagy-állattartó kultúrák különböző területhasználata, egyazon tájon gyakran feszültségforrás. Amennyiben ezek a feszültségek háborúkhoz, fegyveres összecsapásokhoz vezetnek, olyan negatív kép alakulhat ki egy adott népről, mely akkor is megmarad, ha az idomul tágabb környezetéhez. Ebben az esetben, a letelepedett életmód felvétele után is (például: ázsiai horda, tudatlan barbárok, mongoloidok).  Felföldi Zoltán 2020-as cikke Ormos Máriát és Romsics Ignácot is negatív képben tüntette fel. „Igen, Romsics tanár úr – talán nincs is ennek a tudatában – eminensen hozza a marxista alaptételt, miszerint a lét határozza meg a tudatot, anyagi érdek nélküli hazaszeretet nincs is”,  írja a Gondolatok a független történészekről és történetírásról című cikk hivatkozás nélkül.
Ablonczy Balázs, a Trianon 100 Lendület-Kutatócsoport vezetője szerint nem a szabadkőművesek miatt bomlott fel a történelmi Magyarország, összeesküvéselméletnek nevezve Raffay Ernő állításait.

## Díjak, kitüntetések
- Madarai Lovas Érdemrend (1993)
- A Magyar Érdemrend tisztikeresztje (2020)

## Művei
- Erdély 1918–1919-ben. Magvető Könyvkiadó, Budapest, 1987 és JATE Kiadó, Szeged, 1988
- Trianon titkai avagy Hogyan bántak el országunkkal; Budapest 1989–1992 (hét kiadásban)
- A Vajdaságoktól a Birodalomig. Az újkori Románia története. Szeged, 1989
- Magyar tragédia. Trianon 75 éve. Püski Kiadó, Budapest,  1995–1996 (több kiadásban)
- Trianon. Raffay Ernő: Magyar tragédia. A Trianon 75 éve című könyv vitája. Püski Kiadó, Budapest, 1996
- From Voivodships to Empire. The History of Modern Romania. Károli Egyetemi Kiadó, Budapest, 2003
- Raffay Ernő–Takaró Mihály–Vekov Károly: Wass Albert igazsága. A gróf emigrált, az író otthon maradt; tan. Balázs Ildikó, Lukácsi Éva; Szabad Tér, Budapest, 2004
- Raffay Ernő – Szidiropulosz Archimédesz (szerk): Trianon átírta Európát. Trianon Kutatóintézet – Kairosz, 2008, 128 o. ISBN 978-963-662-132-2
- Balkáni birodalom. Nagy-Románia megteremtése, 1866–1920; Kárpátia Stúdió, Bp, 2010 (Nagy Magyarország könyvek), 270 o. ISBN 9789633850015
- M. Kiss Sándor–Raffay Ernő–Salamon Konrád: Magyarország sorstragédiái a 20. században; Éghajlat, Budapest, 2011
- Harcoló szabadkőművesség – Küzdelem a katolikus egyház ellen, Kárpátia Stúdió Kft., 2011, 298 o. ISBN 9789638929143
- Szabadkőművesek Trianon előtt, Kárpátia Stúdió Kft., 2011, 254 o. ISBN 9789638846631
- Politizáló szabadkőművesség – Jászi Oszkár és a Martinovics Páholy államellenes tevékenysége 1906–1912, Kárpátia Stúdió Kft., 2013, 372 o. ISBN 9789638929198
- Szabadkőműves béklyóban – Ady Endre és a szabadkőművesség I. (1899–1905), Kárpátia Stúdió Kft., 2014, 284 o. ISBN 9786155374005
- Szabadkőműves zsoldban – Ady Endre és a szabadkőművesség II. (1905–1908), Kárpátia Stúdió Kft., 2014, 339 o. ISBN 9786155374128
- Ady Endre és a Nyugat. Sosem hallott titkos történetek; Kárpátia Stúdió, Köröstárkány–Kápolnásnyék, 2017, 328 o. ISBN 9786155374166
- Erdély 1918–1919-ben, Kárpátia Stúdió Kft., 2019, 280 o. ISBN 9786155374265
- Nagy-Románia megteremtése. 1860–1920 Kárpátia Stúdió Kft., 2019, 264. o. ISBN 9786155374234
- Ady Endre kultúrharcai. A kereszténység megtámadása Európában és a Magyar Királyságban. Újabb titkos történetek; Kárpátia Stúdió, Köröstárkány–Kápolnásnyék, 2019, 336. o. ISBN 9786155374272
- Szabadkőművesek köztársaságai; Kárpátia Stúdió, Köröstárkány–Kápolnásnyék, 2021, 312. o. ISBN 9786155374593
- Országhódító szabadkőművesség; Kárpátia Stúdió, Köröstárkány–Kápolnásnyék, 2022, 316. o. ISBN 9789637010002
- Országbomlasztó szabadkőművesség; Kárpátia Stúdió, Köröstárkány–Kápolnásnyék, 2022, 316. o. ISBN 9786155374999
- Mr. Trianon – Scotus Viator, a magyarok legnagyobb ellensége – Kápolnásnyék, 2023, 358. o. ISBN 9789637010149

## ATrianoni Szemlébenmegjelent publikációi
- Benes, a manipulátor. Trianoni Szemle I. évfolyam 1. szám, Trianon Kutatóintézet, Budapest, 2009. január–március, 56–57. o.
- Az 1916. évi erdélyi román katonai betörés. Trianoni Szemle I. évfolyam 1. szám, Trianon Kutatóintézet, Budapest, 2009. január–március, 66–89. o.
- Az elrabolt város. Recenzió. Trianoni Szemle I. évfolyam 4. szám. Trianon Kutatóintézet, Budapest, 2009. október–december, 29–37. o.
- Tisza és a háború kirobbanása. Trianoni Szemle II. évfolyam. 2010. április–június, Trianon Kutatóintézet, Budapest, 2010/2. szám, 119–120. o.
- A Tisza-perben báró Radvánszky Béla följelenti gróf Károlyi Mihályt. (forrásmunka Raffay Ernő) Trianoni Szemle II. évfolyam. Budapest, 2010. április–június, Trianon Kutatóintézet, Budapest, 2010/2. szám, 64–65. o.
- Gróf Tisza István meggyilkolása. Trianoni Szemle II. évfolyam 1. szám. Trianon Kutatóintézet, Budapest, 2010. január–március, 66–67. o.
- Az 1911-es szabadkőműves vita. Trianoni Szemle II. évfolyam 1. szám. Trianon Kutatóintézet, Budapest, 2010. január–március, 68–81. o.
- Felvidék 1914–20 Popély Gyula könyvéről Raffay Ernő. Trianoni Szemle II. évfolyam 1. szám, Trianon Kutatóintézet, Budapest, 2010. január–március, 90–91. o.
- A magyar képviselőház 1911. évi szabadkőműves vitája. Trianoni Szemle II. évfolyam 2. szám, Trianon Kutatóintézet, Budapest, 2010. április–június, 38–49. o.
- A magyar országgyűlés 1910–1911. évi vitája a szabadkőművességről. III. rész. Trianoni Szemle II. évfolyam 3. szám, Trianon Kutatóintézet, Budapest, 2010. július–szeptember, 29–42. o.
- Elfelejtett magyarok – Jancsó Benedek. Trianoni Szemle III. évfolyam 1. szám, Trianon Kutatóintézet, Budapest, 2011. január–március, 80–84. o.
- Harcoló szabadkőművesség. Trianoni Szemle III. évfolyam 3. szám, Trianon Kutatóintézet, Budapest, 2011. július–szeptember, 73–77. o.
- Kós Károly és a Budapesti Hírlap véleménye 1911-ben a magyar-román viszonyról és Erdély jövőjéről. Forráskiadás és elemzés Trianoni Szemle III. évfolyam 4. szám, Trianon Kutatóintézet, Budapest, 2011. október–december, 104–110. o.
- Ady fölvétele a Szabadkőműves szervezetbe.Trianoni Szemle V. évfolyam. 2013. január–június, Trianon Kutatóintézet, Budapest, 2013/1-2. szám. 15–26. o.